# ميخائيل فوستر (كاتب خيال علمي)
ميخائيل فوستر (بالإنجليزية: Michael Foster)‏ هو كاتب خيال علمي أسترالي، ولد في 1973.